# Santa Llúcia d'Abella
Santa Llúcia d'Abella és una obra del municipi de Vilallonga de Ter (Ripollès) inclosa en l'Inventari del Patrimoni Arquitectònic de Catalunya.

## Descripció
L'església de Santa Llúcia d'Abella és d'una sola nau, amb la volta una mica apuntada i sense absis. La façana és de carreus vistos, amb una porta amb llinda de pedra i un petit ull de bou.
Al capdamunt, la façana s'acaba amb un campanar d'aspecte molt pesant, amb dues obertures frontals per a les campanes, tapiades a la part inferior.
El lateral nord de la nau fa de mur de contenció de les terres d'un camí que passa quasi arran de teulada, la qual cosa produeix a l'interior de l'església moltes humitats.
Aquest interior és arrebossat i es troba en molt mal estat de conservació.
Està dedicada a Santa Llúcia, patrona d'Abella.

## Història
Les dades històriques es dedueixen de la lectura arquitectònica de l'edifici.
D'estil clarament romànic, del qual potser només queda la pica d'aigua beneïda de l'entrada. El temple degués sofrir una gran transformació, potser als segles XVII o XVIII, en la qual s'eliminà l'absis, es refeu totalment la volta i es substituí l'antiga porta per l'actual amb llinda. El campanar d'espadanya com a Catllar, poder també es cobrí en aquesta època, formant l'actual.
La importància de l'església, igual que el poble, es pot deure al fet que es troben a l'antic caminal que anava des de Camprodon fins a la Cerdanya.